# Wayne Pearce
Pour les articles homonymes, voir Steve Pearce et Pearce.
Wayne Pearce OAM, né le 29 mars 1960 à Balmain (Australie), est un joueur et entraineur australien de rugby à XIII. Évoluant uniquement au sein des Balmain Tigers (capitaine de 1982 à 1990), Junior a également représenté NSW (State of Origin) et l'Australie.
Pearce a remporté la Rothman's Medal (meilleur joueur national) en 1985, et a reçu la Medal of the Order of Australia en 1988. En 2008, il a été nommé parmi les cent meilleur joueurs australiens de tous les temps  ("100 Greatest Players 1908–2007").
De 1993 à 1999 il était l'entraineur des Balmain Tigers, puis des Wests Tigers de 2000 à 2001, et d'un NSW triomphant en l'an 2000.